# 방한림전
《방한림전》(方翰林傳) 또는 《낙성전》(落星傳)은 조선시대 때의 작자·연대 미상의 고대소설로, 명나라를 배경으로 여성 주인공 방관주의 이야기를 다룬 작품이다.

## 줄거리
대명 시절에 방관주는 남복을 입고 자라나 문무(文武) 양과에 급제하여 한림학사가 되고 혜빙소저와 혼인한다. 방한림 부부는 큰 별이 떨어진 곳에서 한 아이를 얻어 이름을 낙성이라 하고 양육한다. 방한림은 북호(北胡)가 침입하자 대원수가 되어 출전하여 호왕을 생포하고 우승상이 된다.
낙성이 김추밀의 딸과 결혼하고 과거에 급제하여 도어사, 병부상서가 된다. 하루는 형산의 도사가 방승상을 찾아와 40을 넘기지 못하리라 예언하고 명년 3월에 만나자는 글이 쓰인 부채를 남기고 사라진다. 다음 해 봄에 방승상이 득병하여 그간의 사정을 황제에게 상소하고 죽는다.

## 등장인물
- 방관주:여성이지만 남성의 모습으로 살아감
- 영혜빙:방관주가 여성임을 알아보지만 남편으로써 대우하는 바느질,시문,외모 모든 것에서 뛰어난 여성
- 서평후
- 야율달